# Sterrenmix
Sterrenmix is een soort kruidenthee met steranijs en zoethout als basisingrediënten. Daarnaast worden andere kruiden gebruikt, zoals venkelzaad, jeneverbes, anijszaad en munt. De thee heeft door deze ingrediënten een kruidige, wat zoete smaak.
In 2001 werd in Nederland een aantal mensen onwel na het drinken van sterrenmix. Een fabrikant had een verkeerd ingrediënt gebruikt bij het samenstellen van de thee, namelijk Japanse steranijs in plaats van steranijs.